# Ао Хуэй
Ао Хуэй (кит. 敖辉; род. 20 апреля 1997 года) — китайская тяжелоатлетка, чемпионка мира 2018 года. Представляет провинцию Цзянси.

## Карьера
В начале ноября 2018 года на чемпионате мира в Ашхабаде, китайская спортсменка, в весовой категории до 87 кг., завоевала абсолютную золотую медаль, взяв общий вес 268 кг. При этом в упражнении толчок она завоевала малую серебряную медаль с весом на штанге 151 кг. В рывке она была первой взяв вес 117 кг. 

## Спортивные результаты
| Год  | Соревнование                            | Место проведения | Весовая категория | Рывок  | Толчок | Сумма двоеборья | Место |
| 2014 | Чемпионат Азии среди юношей (до 17 лет) | Бангсан          | свыше 69 кг       | 91 кг  | 123 кг | 214 кг          | 2     |
| 2015 | Чемпионат Азии среди юниоров            | Доха             | до 75 кг          | 98 кг  | 120 кг | 218 кг          | 1     |
| 2015 | Национальные юношеские игры Китая       | Лунъянь          | до 75 кг          | 103 кг | 135 кг | 238 кг          | 7     |
| 2018 | Чемпионат Китая                         |                  | до 90 кг          | 108 кг | 145 кг | 253 кг          | 1     |
| 2018 | Чемпионат мира                          | Ашхабад          | до 87 кг          | 117 кг | 151 кг | 268 кг          | 1     |
| 2019 | Кубок мира                              | Фучжоу           | до 87 кг          | 115 кг | 150 кг | 265 кг          | 2     |
| 2019 | Чемпионат Азии                          | Нинбо            | до 87 кг          | 110 кг | 152 кг | 262 кг          | 3     |
| 2019 | British International Open              | Ковентри         | до 87 кг          | —      | —      | —               | —     |
| 2019 | San Diego International Open            | Сан-Диего        | до 87 кг          | 105 кг | 136 кг | 241 кг          | 3     |